# Domov pod hradem Žampach

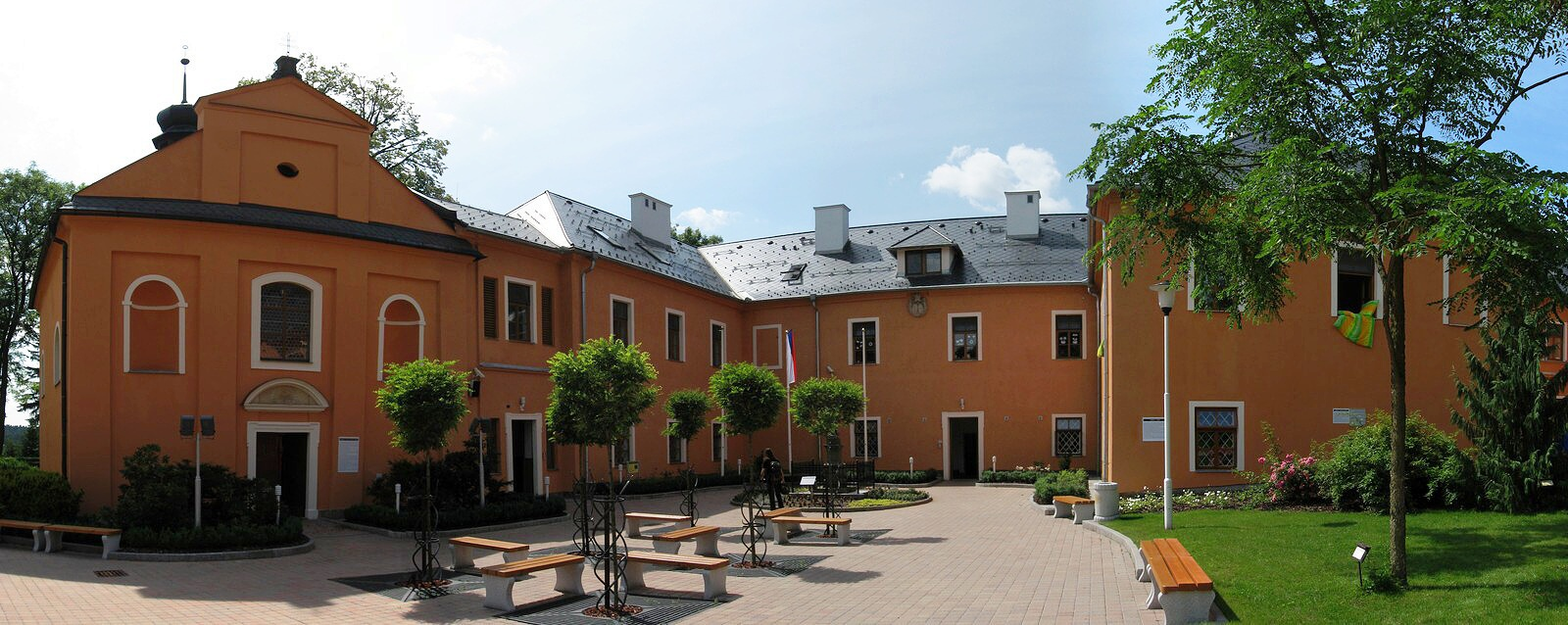
Domov pod hradem Žampach - zámecké nádvoří, rok 2008

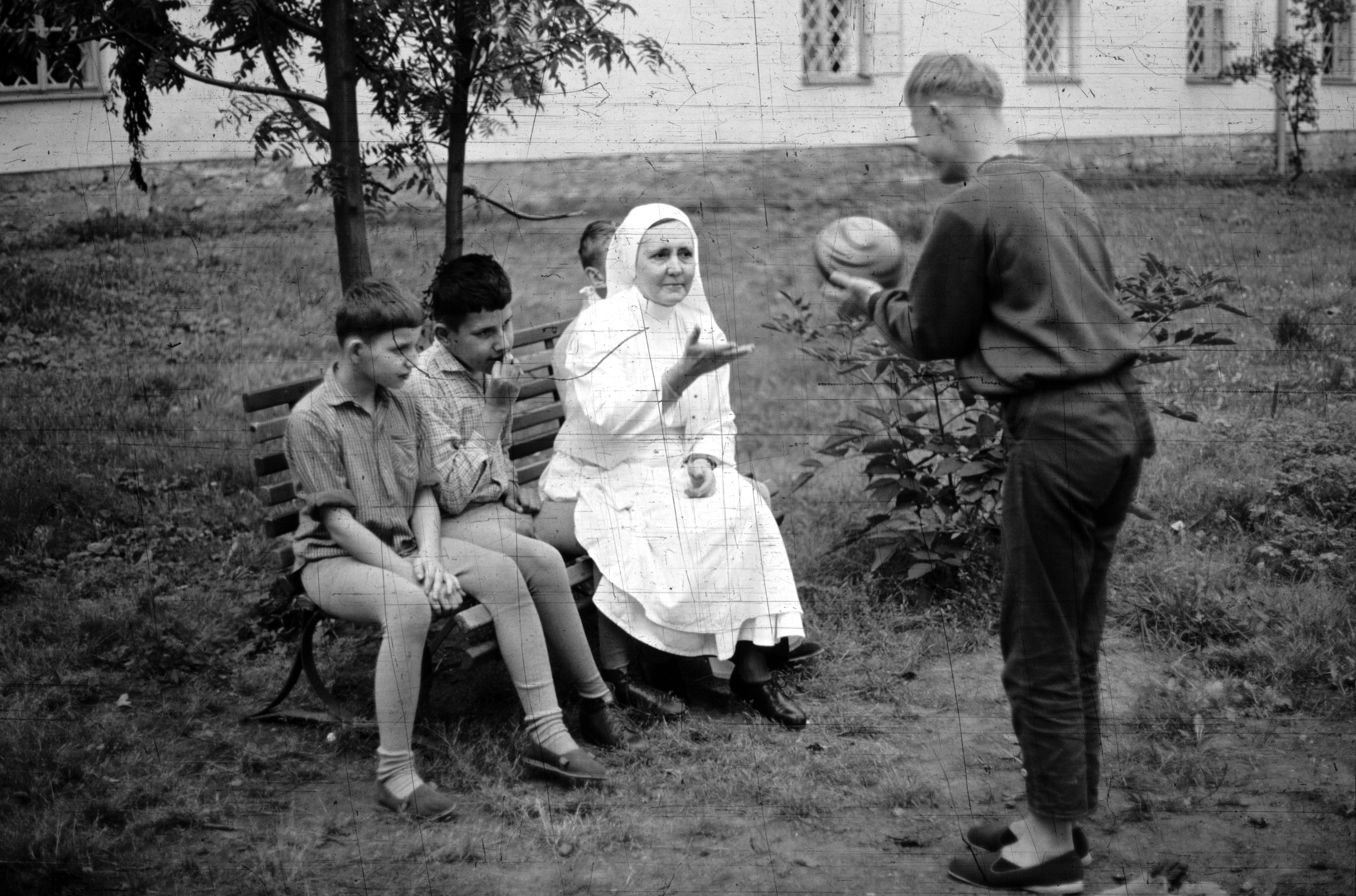
Archivní fotografie, rok 1970

Domov pod hradem Žampach se sídlem v zámeckém areálu na Žampachu je zařízením poskytujícím sociální služby jako příspěvková organizace Pardubického kraje. Poskytovanými sociálními službami jsou služby pobytové, terénní i ambulantní určené pro zdravotně postižené osoby s mentálním postižením a eventuálně s přidruženou tělesnou nebo smyslovou vadou. V rámci doplňkové činnosti domov provozuje Arboretum Žampach a zpřístupňuje veřejnosti také zámecký areál s výjimkou interiéru zámecké budovy, kde jsou poskytovány sociální služby.

### Reference

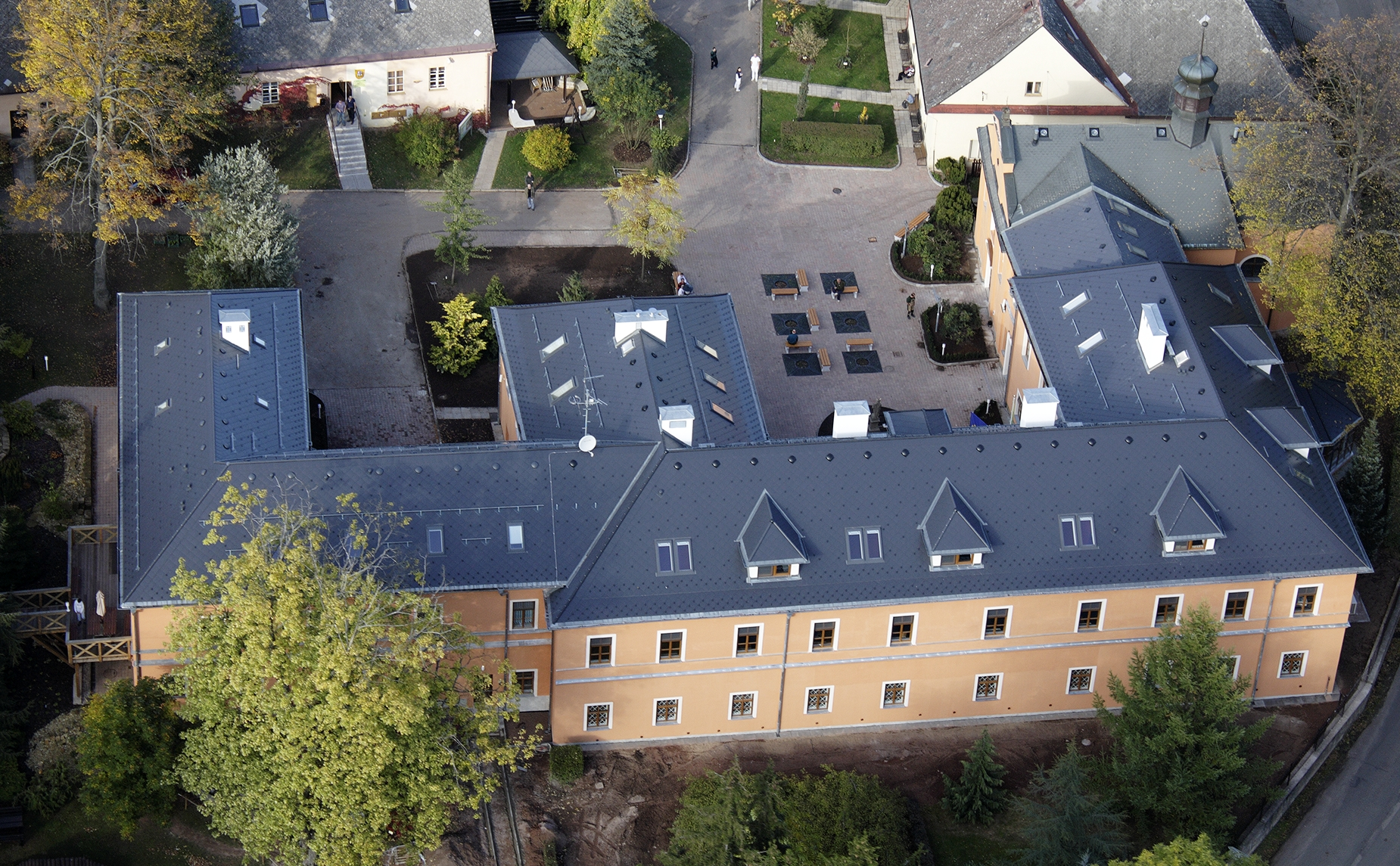
Zámecká budova po rekonstrukci, rok 2008

## Historie

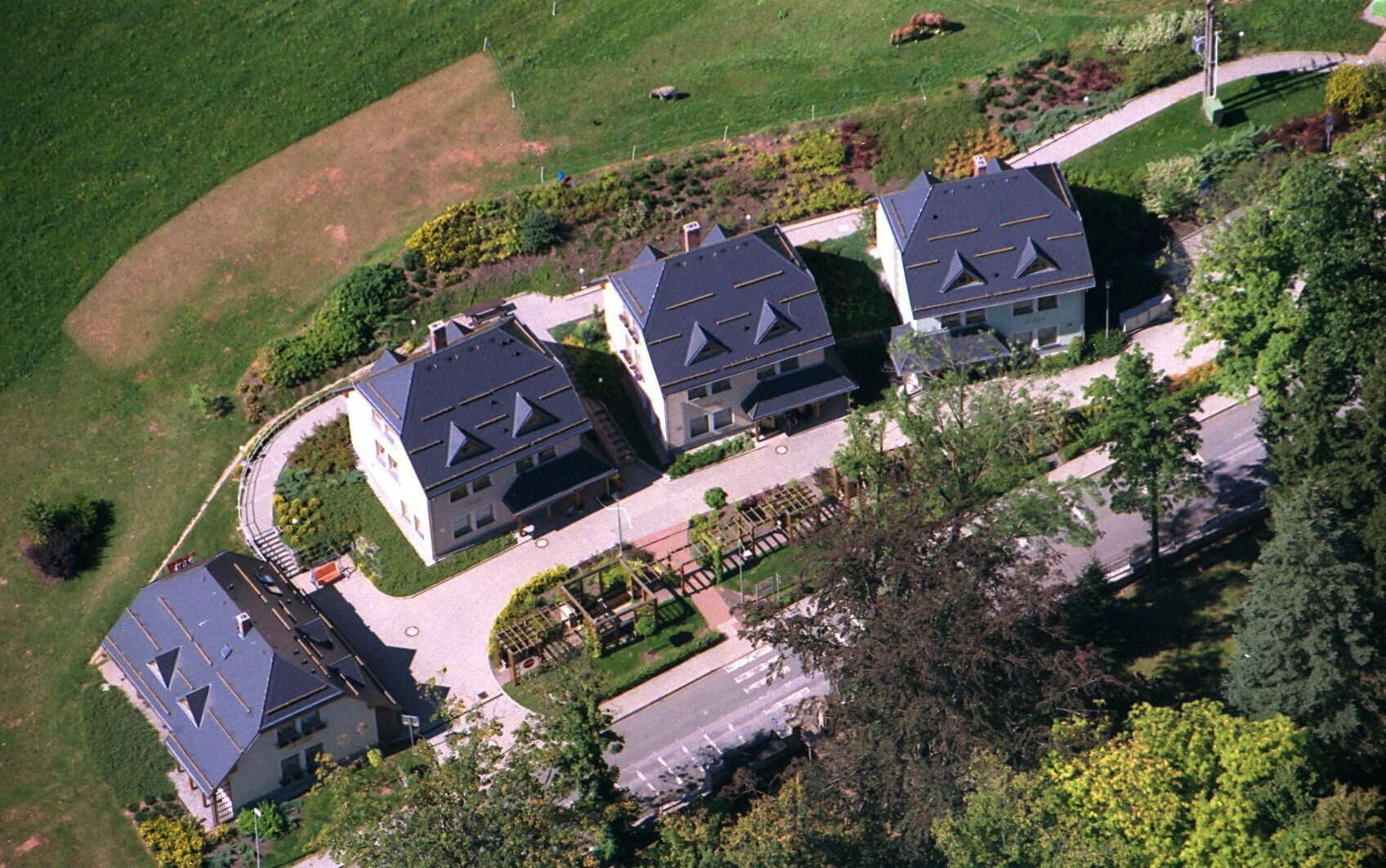
Areál Domky ve stráni Žampach, rok 2005

Zámek a zámecký areál na Žampachu začal sloužit sociálním účelům v roce 1955 nejprve jako Domov důchodců České katolické charity a od roku 1967 jako Ústav sociální péče pro mládež Žampach. Původně byl zařízením jen pro rozumově postižené chlapce. První rozsáhlá rekonstrukce zámecké budovy proběhla v 70. letech 20. století. Do roku 1985 zde pracovaly sestry sv. Vincenta společně s „civilními“ zaměstnanci.
V roce 2003 se Domov pod hradem Žampach stal příspěvkovou organizací Pardubického kraje a začal realizovat zásadní modernizaci poskytovaných sociálních služeb spojenou s rozsáhlou investiční činnosti.
V roce 2005 byl otevřen nový areál Domků ve stráni Žampach a v roce 2008 byla dokončena celková generální rekonstrukce a modernizace zámecké budovy, včetně půdní vestavby a vzniku centra pro rozvoj smyslového vnímání Snoezelen v podkroví již dříve zrekonstruované budovy kaple.
Správci a vedoucí v historii žampašského domova:

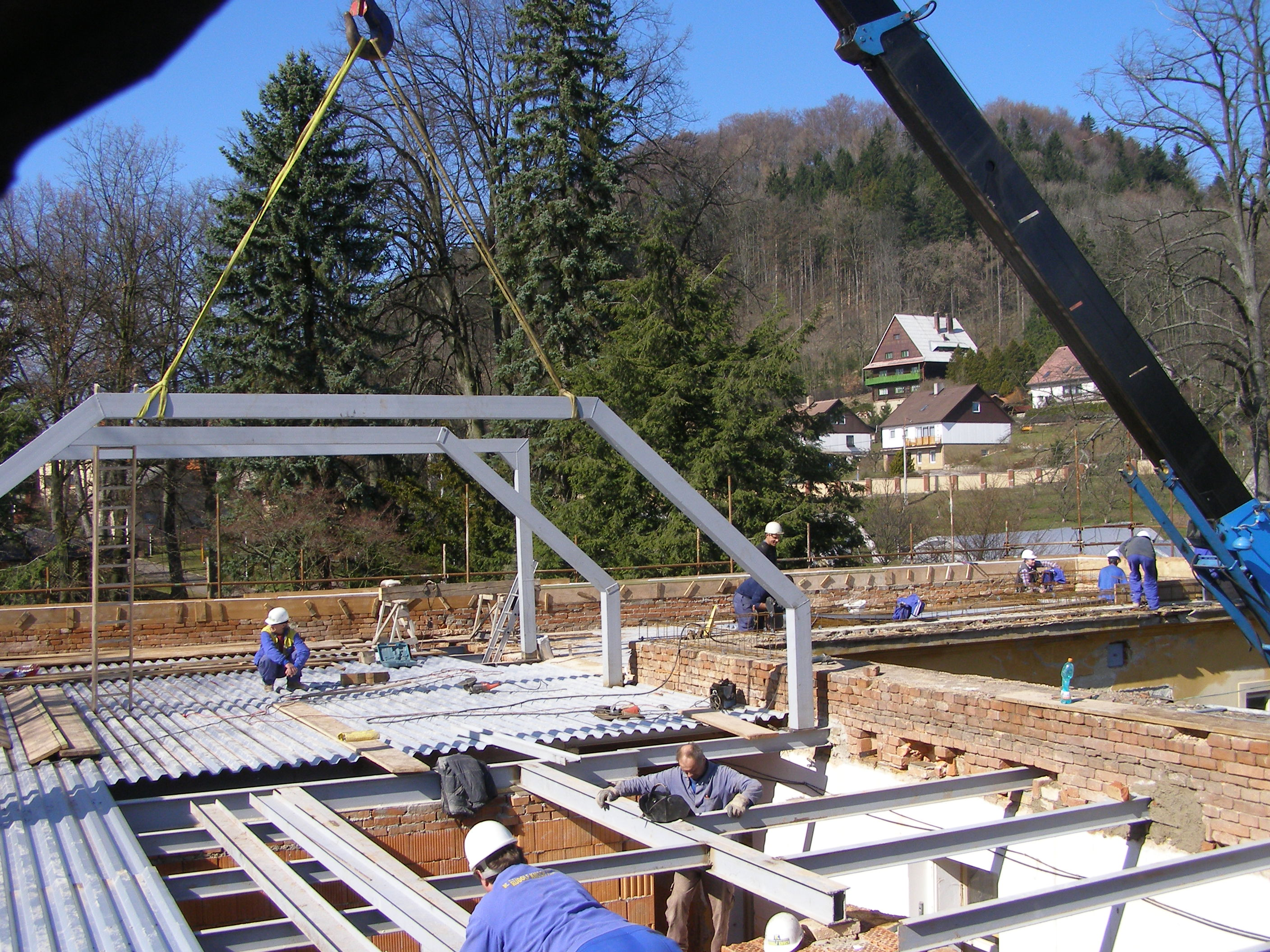
Generální rekonstrukce zámecké budovy, rok 2006

František Matějka - správce domova důchodců Žampach, 1950 - 1966, †1967
Karel Schwarz - vedoucí ústavu 1967 - 1974, †1974
Jiří Dostálek - vedoucí ústavu 1975 -1984, †2011
Luděk Grätz - ředitel domova od roku 1987

## Současnost
Domov pod hradem Žampach uskutečňuje změny poskytovaných služeb v rámci národní strategie Transformace pobytových sociálních služeb České republiky. Od roku 2013 postupně rozšiřuje službu chráněné bydlení poskytovanou v bytech a domcích v běžném prostředí v okolních městech a obcích. Zajišťuje doplňkovou službu odlehčovací a návazné nepobytové služby podpora samostatného bydlení a sociálně terapeutické dílny. V roce 2017 zahájil poskytování Specializované služby pro děti a mladé dospělé s náročným chováním (pro osoby s poruchou autistického spektra – PAS) v samostatném zrekonstruovaném objektu Na Výsluní na Žampachu.

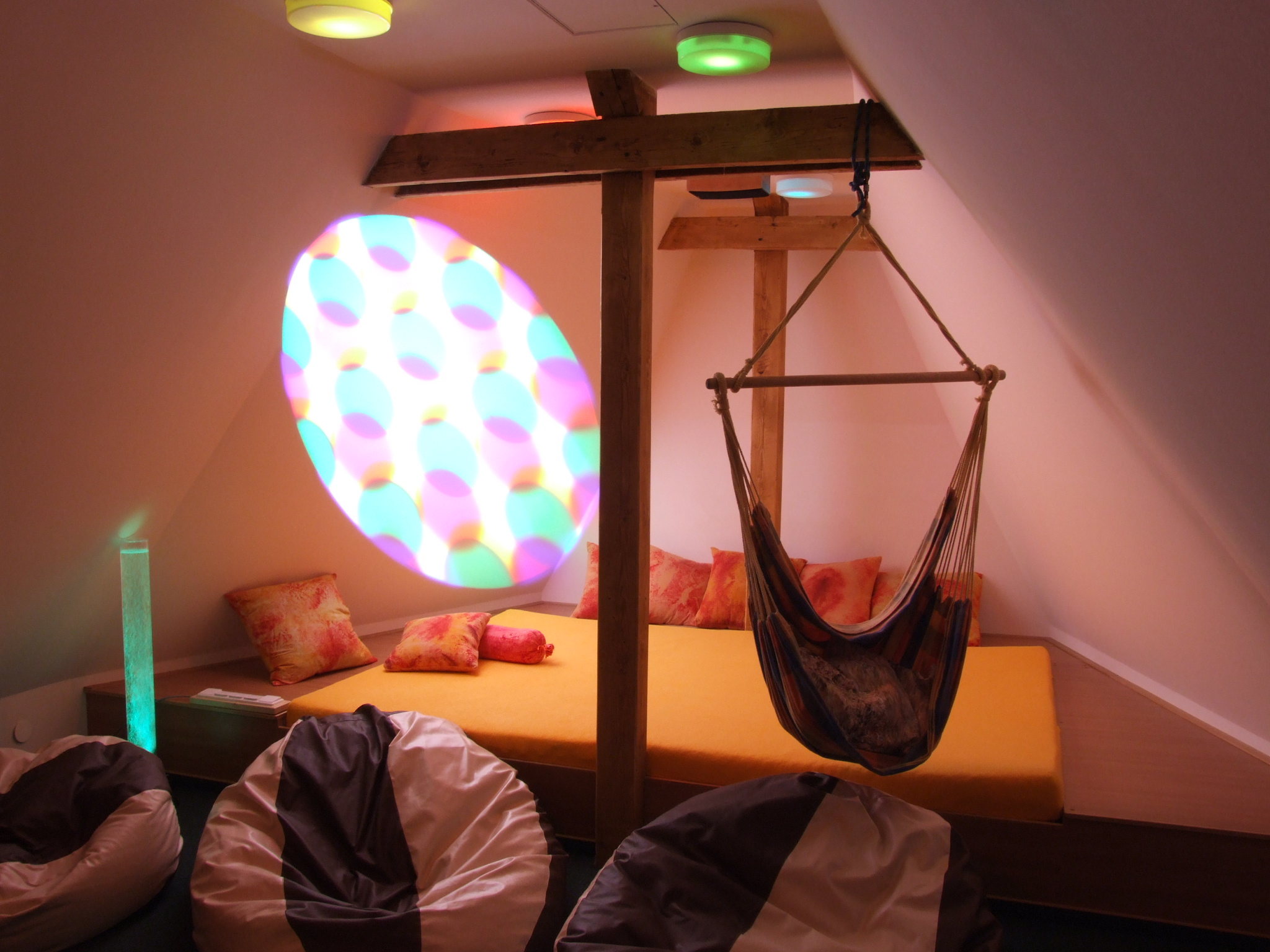
Snoezelen v podkroví nad kaplí, rok 2006.

V zámeckém areálu na Žampachu bude i v budoucnu zachována větší část kapacity sociální služby domov pro osoby se zdravotním postižením. Nadále zde budou zabezpečovány a rozvíjeny podmínky v centrech denních činností pro uživatele služeb jako vzdělávání, rozvoj dovedností, pracovní terapie a ZOO terapie - chov koní a domácích zvířat – hipoterapie a canisterapie.
V rámci doplňkové činnosti Domov pod hradem Žampach zajišťuje provoz vlastního zahradnictví, Arboreta Žampach a obchůdku s výrobky z vlastních dílen ve městě Letohrad. Domov pod hradem Žampach je významným poskytovatelem kvalitních sociálních služeb v rámci území Pardubického kraje.